# Villa Boeschlin
La villa Boeschlin est un monument historique situé à Colmar, dans le département français du Haut-Rhin.

## Localisation
L'édifice est situé au 5, rue des Américains à Colmar.

## Historique
Le commanditaire de cet ouvrage est Boeschlin Gustav, fabricant de couronnes.
Les façades et toitures, verrières, cage d'escalier et grille de clôture font l'objet d'une inscription au titre des monuments historiques depuis le 9 janvier 1997.

## Architecture
La maison est de style art nouveau (Jugendstil en allemand).